# Finská rallye 2017
Finská rallye 2017 (oficiálně 67th Neste Rally Finland 2017) byl 9. podnik Mistrovství světa v rallye 2017 (WRC), který konal v Finsku 27. července až 30. července 2017. Absolutním vítězem se stala posádka Esapekka Lappi a Janne Ferm. V tříde WRC 2 zvítězil Jari Huttunen.

## Průběh závodu

### 1. etapa
První etapa Finské rallye měla celkem 13 rychlostních zkoušek o délce 148,02 km. Nejdelší erzeta Lankamaa měrila 21,68 km a nejkratší Harju naopak 2,31 km. První rychlostní zkouška o délce 2,31 km byla umístěna do ulic města Jyväskylä. Rychlostní test vyhrál s časem 1.44,1 estonský jezdec Ott Tänak. Na dalších místech byli Thierry Neuville (Hyundai; + 1,1 s), Sébastien Ogier (Ford; + 1,5 s), Craig Breen (Citroen, + 1,6 s), Jari-Matti Latvala (Toyota, + 2,2 s) a Hayden Paddon (Hyundai, + 2,5 s).
Druhou rychlostní zkoušku vyhrál domácí závodník Teemu Suninen (Ford) o 0,1 s před Krisem Meeekem (Citroën) a 0,3 s před Haydenem Paddonem (Hyundai). Ott Tanäk ztratil 0,9 s. Do deseti sekund se dostalo celkem 13 jezdců. Teemu Suninen po test řekl: „Výhra potěší, ale soutěž bude těsná. Musím se zlepšit, jde to.“ Ott Tänak k erzetě poznamenal „Hezká zkouška, ale překvapivě kluzká, hlavně na začátku“. Podobně reagoval také Sébastien Ogier „Ranní podmínky jsou dobré. Sice trochu vlhké, ale to je dobré.“ Ve vedení po druh erzetě byl stále Ott Tänak před Ogierem o 1,1 s a Breenem o 1,6 s. Třetí rychlostní test ovládla trojice domácích jezců, z nichž nejrychleší byl Jari-Matti Latvala, který porazil Esapekku Lappiho o 1,0 s. Třetí nejlepší čas Teemu Suninen, který zostal za Latvalou o 0,4 s. Hayden Paddon ztratil 0,6 s. Ve vedení stále zůstával Ott Tänak avšak s minimálním náskokem 0,3 sekundy na domácího Latvalu. Čtvrtou erzetu vyhrál Esapekka Lappi, který na druhého Latvalu najel 1,3 s. Rychlostní test poznamenaly hned 3 nehody. Ott Tänak měl krátce po startu defekt pravé zadní pneumatiky, čímž nabral ztrátu 1:36,0, ale byl schopen erzetu dokončit. Problémy měl také Ogier, který urazil kolo, skončil v lese a ze soutěže musel odstoupit. Hayden Paddon, který byl v celkovém pořadí na 3. místo, zasáhl při průjezdu zatáčkou kámen a poškodil zavěšení na svém Hyundai. Do vedení se následně dostal Jari-Matti Latvala. Vítězem pátého tychlostního test se znovu stal Esapekka Lappi, který porazil Latvalu o 0,1 s. Do jedné sekundy se dostalo celkem 7 posádek. Nejrychlejší čas v šesté a sedmé erzetě zajel znovu Lappi, který snížil svou ztrátu na Latvalu na 2,2 s.
Osmý rychlostní test sedl nejlépe domácím Finům, z nichž nejrychlejší byl Teemu Suninen, který porazil Hänninena o 0,2 s a posunul se tak v pořadí z 5. na 3. místo. Na dalších místech byli Latvala (+ 1,1 s), Lappi (+ 1,1 s) a Tänak (+ 1,2 s). Devátý test znovu ovládli Finové, z nichž nejrychlejší byl Esapekka Lappi, který porazil Latvalu o 0,5 s a Suninena ó 2,4 s. Desátá erzeta nejlépe sedla Lappimu, který se tak dostal do čela tabulky. Lappi ke svému výkonu poznamenal: „Jel jsem úplně na hraně, místy se dotýkal stromů, nešlo jet rychleji.“ Další tři místa obsadily znovu finské posádky, a to Suninen (+ 0,7 s), Latvala (1,4 s) a Hänninen (2,8 s). Ott Tänak byl pátý měl pátý čas se ztrátou 4,2 s. Jedenáctou erzetu vyhrál Lappi následovaný Suninenem (+ 0,4 s) a Tänakem (0,7 s). Dvanáctý rachlostní test zvládl nejlépe Lappi následovány Latvalou (+ 1,1 s) a Østbergem (+ 2,9 s). Posledním testem dne byla městská speciálka, kde byl nejrychlejší Thierry Neuville následovaný Tänakem (+ 0,1 s) a Breenem (+ 0,3 s).
Pořadí po 1. etapě
| 1 | Esapekka Lappi     | Toyota  | 1:11.36,4 | 6  | Mads Østberg     | Ford    | + 45,0   |
| 2 | Jari-Matti Latvala | Toyota  | + 4,4     | 7  | Elfyn Evans      | Ford    | + 45,1   |
| 3 | Teemu Suninen      | Ford    | + 19,0    | 8  | Thierry Neuville | Hyundai | + 58,0   |
| 4 | Craig Breen        | Citroën | + 33,0    | 9  | Kris Meeke       | Citroën | + 1.07,6 |
| 5 | Juho Hänninen      | Toyota  | + 39,1    | 10 | Ott Tänak        | Ford    | + 1.50,2 |

### 2. etapa
Druhá etapa měla celkem 8 rychlostních zkoušek o délce 132,34 km. Čtrnáctá rychlostní zkouška vyšla nejlépe čtveřici Finů, z nichž nejlepší čas měl Jari-Matti Latvala následovaný Hänninem (+ 2,7 s), Suninem (+ 3,2 s) a Lappim (+ 3,8 s). Na problémy s technikou si postěžoval Tänak, který řekl „Hned v první zatáčce se mně zase zasekly stěrače jako včera a rozptylovalo mně to. Už s tím máme problém dlouho a vypadá to, že to nikoho nezajímá.“ Po patnácté erzetě se do čela průběžného pořadí dostal Latvala. Šestnáctá erzeta se nejlépe povedla Latvalovi. Mads Østberg skončil v příkopu, kde poškodil zadní zavěšení a brzdy svého vozu a zaznamenal propad o 4 místa na 11. Sedmnáctou a osmnáctou erzetu vyhrál Jari-Matti Latvala, který měl po 18. RZ náskok na druhého Lappiho 8,5 s a třetího Hänninena necelou minutu. Devatenáctá erzata byla konečnou pro Latvalu, který měl problém s elektrikou a klesl až na 11. místo. Do čela závodu se tak dostal Esapekka Lappi, který měl na druhého Hänninena náskok 54,1 s a na Suninena 58,4 s. Ve 20. erzetě zajel nejlepší čas Suninen, který se tak zároveň dostal na 2. místo před Hänninena. Poslední rychlostní zkoušku dne vyhrál Elfyn Evans před Ottem Tänakem (+ 0,6 s) a Teemu Suninem (+ 1,9 s).
Pořadí po 2. etapě
| 1 | Esapekka Lappi | Toyota  | 2:13.02,7 | 6  | Thierry Neuville | Hyundai | + 1:31,6 |
| 2 | Teemu Suninen  | Ford    | + 49,1    | 7  | Ott Tänak        | Ford    | + 2:07,5 |
| 3 | Juho Hänninen  | Toyota  | + 53,4    | 8  | Kris Meeke       | Citroën | + 2:59,1 |
| 4 | Elfyn Evans    | Ford    | + 54,7    | 9  | Dani Sordo       | Hyundai | + 3:54,0 |
| 5 | Craig Breen    | Citroën | + 1:16,9  | 10 | Mads Østberg     | Ford    | + 4:23,6 |

### 3. etapa
Třetí etapa měla celkem 4 rychlostní zkoušky o délce 33,84 km. Lempää čítala 6,80 km a Oittila 10,12 km; obě rychlostní zkoušky se jely dvakrát. Do závodu se vrátil Latvala, který řekl: „Včera to byl problém s řídící jednotkou motoru. To je díl, který dostáváme od dodavatele. Ale auto je teď v pořádku a já se cítím dobře při jízdě, což je důležité při jízdě. Jsme tu kvůli powerstage.“ RZ22 a RZ23 vyhrál Latvala. Po RZ23 se také Evans probojoval přes Hänninena na průbžné 3. místo. Lappi si hlídal vedení a ztratil na Latvalu ve RZ23 10,4 s. V předposledním testu se o nejlepší čas postaral Latvala spolu s Hänninenem, Tänak ztratil 0,5 s. Teemu Suninen zde udělal hodiny a se ztrátou 19,3 s dojel na 21. místě, přičemž se propadl na 4. místo. Poslední 25. rychlostní zkoušku, která byla zároveň powerstage, vyhrál Ott Tänak o 1,5 s před Elfynem Evansem. Tři body za 3. místo získal Thierry Neuville, 2 body Jari-Matti Latvala a 1 bod za 5. místo Juho Hänninen.

## Výsledky

### Celkové výsledky
| #                     | Jezdec              | Navigátor            | Vůz                   | Tým                          | Třída        | Čas       | Rozdíl   | Body |
| --------------------- | ------------------- | -------------------- | --------------------- | ---------------------------- | ------------ | --------- | -------- | ---- |
| Absolutní klasifikace |                     |                      |                       |                              |              |           |          |      |
| 1.                    | Esapekka Lappi      | Janne Ferm           | Toyota Yaris WRC      | Toyota GAZOO Racing WRT      | WRC          | 2:29:26.9 |          | 25   |
| 2.                    | Elfyn Evans         | Daniel Barritt       | Ford Fiesta WRC       | M-Sport World Rally Team     | WRC          | 2:30:02.9 | +36.0    | 22   |
| 3.                    | Juho Hänninen       | Kaj Lindström        | Toyota Yaris WRC      | Toyota GAZOO Racing WRT      | WRC          | 2:30:03.2 | +36.3    | 16   |
| 4.                    | Teemu Suninen       | Mikko Markkula       | Ford Fiesta WRC       | M-Sport World Rally Team     | WRC          | 2:30:28.4 | +1:01.5  | 12   |
| 5.                    | Craig Breen         | Scott Martin         | Citroën C3 WRC        | Citroën Total Abu Dhabi WRT  | WRC          | 2:30:49.5 | +1:22.6  | 10   |
| 6.                    | Thierry Neuville    | Nicolas Gilsoul      | Hyundai i20 Coupe WRC | Hyundai Motorsport           | WRC          | 2:31:00.0 | +1:33.1  | 11   |
| 7.                    | Ott Tänak           | Martin Järveoja      | Ford Fiesta WRC       | M-Sport World Rally Team     | WRC          | 2:31:20.5 | +1:53.6  | 11   |
| 8.                    | Kris Meeke          | Paul Nagle           | Citroën C3 WRC        | Citroën Total Abu Dhabi WRT  | WRC          | 2:32:39.5 | +3:12.6  | 4    |
| 9.                    | Dani Sordo          | Marc Martí           | Hyundai i20 Coupe WRC | Hyundai Motorsport           | WRC          | 2:33:38.4 | +4:11.5  | 2    |
| 10.                   | Mads Østberg        | Torstein Eriksen     | Ford Fiesta WRC       | M-Sport World Rally Team     | WRC          | 2:33:48.1 | +4:21.2  | 1    |
| WRC 2                 |                     |                      |                       |                              |              |           |          |      |
| 1. (11.)              | Jari Huttunen       | Antti Linnaketo      | Škoda Fabia R5        | Printsport                   | WRC-2        | 2:39:30.9 |          | 25   |
| 2. (14.)              | Quentin Gilbert     | Renaud Jamoul        | Škoda Fabia R5        |                              | WRC-2        | 2:41:48.7 | +2:17.8  | 18   |
| 3. (15.)              | Tom Cave            | James Morgan         | Hyundai i20 R5        | Adapta AS World Rally Team   | WRC-2        | 2:43:13.9 | +3:43.0  | 15   |
| 4. (18.)              | Osian Pryce         | Dale Furniss         | Ford Fiesta R5        | Drive DMACK                  | WRC-2        | 2:45:39.6 | +6:08.7  | 12   |
| 5. (19.)              | Simone Tempestini   | Giovanni Bernacchini | Citroën DS3 R5        | Gekon Racing                 | WRC-2        | 2:47:27.1 | +7:56.2  | 10   |
| 6. (22.)              | Raul Jeets          | Kuldar Sikk          | Škoda Fabia R5        |                              | WRC-2        | 2:51:36.2 | +12:05.3 | 8    |
| 7. (31.)              | Pierre-Louis Loubet | Vincent Landais      | Ford Fiesta R5        |                              | WRC-2        | 3:09:11.4 | +29:40.5 | 6    |
| 8. (32.)              | Fergus Greensmith   | Craig Parry          | Ford Fiesta R5        |                              | WRC-2        | 3:09:30.5 | +29:59.6 | 4    |
| 9. (36.)              | Juuso Nordgren      | Mikael Korhonen      | Škoda Fabia R5        | TGS Worldwide                | WRC-2        | 3:31:27.1 | +51:56.2 | 2    |
| 10. (37.)             | Umberto Scandola    | Michele Ferrara      | Škoda Fabia R5        | Škoda Auto Motorsport Italia | WRC-2        | 3:34:00.9 | +54:30.0 | 1    |
| WRC 3 / Junior WRC    |                     |                      |                       |                              |              |           |          |      |
| 1. (24.)              | Nicolas Ciamin      | Thibault de la Haye  | Ford Fiesta R2T       |                              | WRC-3 / JWRC | 2:57:23.4 |          | 25   |
| 2. (25.)              | Nil Solans          | Miquel Ibáñez Sotos  | Ford Fiesta R2T       |                              | WRC-3 / JWRC | 3:00:49.9 | +3:26.5  | 18   |
| 3. (26.)              | Denis Rådström      | Johan Johansson      | Ford Fiesta R2T       |                              | WRC-3        | 3:00:51.2 | +3:27.8  | 15   |
| 4. (27.)              | Julius Tannert      | Jürgen Heigl         | Ford Fiesta R2T       | ADAC Sachsen                 | WRC-3 / JWRC | 3:00:59.4 | +3:36.0  | 12   |
| 5. (30.)              | Dillon Van Way      | Dai Roberts          | Ford Fiesta R2T       |                              | WRC-3 / JWRC | 3:08:48.9 | +11:25.5 | 10   |

### Rychlostní zkoušky
| Etapa    | RZ   | Název                  | Délka    | Vítěz                            | Vůz                   | Čas     | Leader             |
| -------- | ---- | ---------------------- | -------- | -------------------------------- | --------------------- | ------- | ------------------ |
| 1. etapa | SS1  | Harju 1                | 2.31 km  | Ott Tänak                        | Ford Fiesta WRC       | 1:44.1  | Ott Tänak          |
| 1. etapa | SS2  | Halinen 1              | 7.65 km  | Teemu Suninen                    | Ford Fiesta WRC       | 3:39.7  | Ott Tänak          |
| 1. etapa | SS3  | Urria 1                | 12.75 km | Jari-Matti Latvala               | Toyota Yaris WRC      | 5:56.4  | Ott Tänak          |
| 1. etapa | SS4  | Jukojärvi 1            | 21.31 km | Esapekka Lappi                   | Toyota Yaris WRC      | 10:06.3 | Jari-Matti Latvala |
| 1. etapa | SS5  | Halinen 2              | 7.65 km  | Esapekka Lappi                   | Toyota Yaris WRC      | 3:36.5  | Jari-Matti Latvala |
| 1. etapa | SS6  | Urria 2                | 12.75 km | Esapekka Lappi                   | Toyota Yaris WRC      | 5:49.7  | Jari-Matti Latvala |
| 1. etapa | SS7  | Jukojärvi 2            | 21.31 km | Esapekka Lappi                   | Toyota Yaris WRC      | 9:57.2  | Jari-Matti Latvala |
| 1. etapa | SS8  | Äänekoski - Valtra 1   | 7.39 km  | Teemu Suninen                    | Ford Fiesta WRC       | 3:27.4  | Jari-Matti Latvala |
| 1. etapa | SS9  | Laukaa 1               | 11.76 km | Esapekka Lappi                   | Toyota Yaris WRC      | 5:51.0  | Jari-Matti Latvala |
| 1. etapa | SS10 | Lankamaa               | 21.68 km | Esapekka Lappi                   | Toyota Yaris WRC      | 10:21.4 | Esapekka Lappi     |
| 1. etapa | SS11 | Äänekoski - Valtra 2   | 7.39 km  | Esapekka Lappi                   | Toyota Yaris WRC      | 3:23.4  | Esapekka Lappi     |
| 1. etapa | SS12 | Laukaa 2               | 11.76 km | Esapekka Lappi                   | Toyota Yaris WRC      | 5:44.9  | Esapekka Lappi     |
| 1. etapa | SS13 | Harju 2                | 2.31 km  | Thierry Neuville                 | Hyundai i20 Coupe WRC | 1:46.9  | Esapekka Lappi     |
| 2. etapa | SS14 | Pihlajakoski 1         | 14.90 km | Jari-Matti Latvala               | Toyota Yaris WRC      | 6:53.9  | Esapekka Lappi     |
| 2. etapa | SS15 | Päijälä 1              | 22.68 km | Jari-Matti Latvala               | Toyota Yaris WRC      | 10:55.5 | Jari-Matti Latvala |
| 2. etapa | SS16 | Ouninpohja 1           | 24.38 km | Jari-Matti Latvala               | Toyota Yaris WRC      | 10:56.9 | Jari-Matti Latvala |
| 2. etapa | SS17 | Saalahti 1             | 4.21 km  | Jari-Matti Latvala               | Toyota Yaris WRC      | 1:58.4  | Jari-Matti Latvala |
| 2. etapa | SS18 | Saalahti 2             | 4.21 km  | Jari-Matti Latvala               | Toyota Yaris WRC      | 1:56.4  | Jari-Matti Latvala |
| 2. etapa | SS19 | Ouninpohja 2           | 24.38 km | Esapekka Lappi                   | Toyota Yaris WRC      | 10:49.8 | Esapekka Lappi     |
| 2. etapa | SS20 | Pihlajakoski 2         | 14.90 km | Teemu Suninen                    | Ford Fiesta WRC       | 6:49.0  | Esapekka Lappi     |
| 2. etapa | SS21 | Päijälä 2              | 22.68 km | Elfyn Evans                      | Ford Fiesta WRC       | 10:42.3 | Esapekka Lappi     |
| 3. etapa | SS22 | Lempää 1               | 6.80 km  | Jari-Matti Latvala               | Toyota Yaris WRC      | 3:08.4  | Esapekka Lappi     |
| 3. etapa | SS23 | Oittila 1              | 10.12 km | Jari-Matti Latvala               | Toyota Yaris WRC      | 4:52.1  | Esapekka Lappi     |
| 3. etapa | SS24 | Lempää 2               | 6.80 km  | Jari-Matti Latvala Juho Hänninen | Toyota Yaris WRC      | 3:08.3  | Esapekka Lappi     |
| 3. etapa | SS25 | Oittila 2 [powerstage] | 10.12 km | Ott Tänak                        | Ford Fiesta WRC       | 4:48.6  | Esapekka Lappi     |

### Powerstage
| Pos. | No. | Jezdec             | Navigátor       | Vůz                   | Třída | Čas    | Rozdíl | Body |
| ---- | --- | ------------------ | --------------- | --------------------- | ----- | ------ | ------ | ---- |
| 1    | 2   | Ott Tänak          | Martin Järveoja | Ford Fiesta WRC       | WRC   | 4:48.6 |        | 5    |
| 2    | 3   | Elfyn Evans        | Daniel Barritt  | Ford Fiesta WRC       | WRC   | 4:50.1 | +1.5   | 4    |
| 3    | 5   | Thierry Neuville   | Nicolas Gilsoul | Hyundai i20 Coupe WRC | WRC   | 4:50.6 | +2.0   | 3    |
| 4    | 10  | Jari-Matti Latvala | Miikka Anttila  | Toyota Yaris WRC      | WRC   | 4:50.9 | +2.3   | 2    |
| 5    | 11  | Juho Hänninen      | Kaj Lindström   | Toyota Yaris WRC      | WRC   | 4:51.3 | +2.7   | 1    |

## Stav mistrovství světa
|   | Pos. | Jezdec             | Body |
| - | ---- | ------------------ | ---- |
| 1 | 1    | Thierry Neuville   | 160  |
| 1 | 2    | Sébastien Ogier    | 160  |
| 1 | 3    | Ott Tänak          | 119  |
| 1 | 4    | Jari-Matti Latvala | 114  |
| = | 5    | Daniel Sordo       | 84   |

|   | Pos. | Tovární tým                 | Body |
| - | ---- | --------------------------- | ---- |
| = | 1    | M-Sport World Rally Team    | 285  |
| = | 2    | Hyundai Motorsport          | 251  |
| = | 3    | Toyota GAZOO Racing WRT     | 193  |
| = | 4    | Citroën Total Abu Dhabi WRT | 133  |